# Саку (Караш-Северин)
Саку (рум. Sacu) насеље је у Румунији у округу Караш-Северин у општини Саку. Oпштина се налази на надморској висини од 153 m.

## Прошлост
По "Румунској енциклопедији" место се први пут помиње 1528. године, као "Заак". Године 1624. власник имања је постао Фаркаш Геза. По протеривању Турака у селу је 1717. године пописано 28 кућа.
Аустријски царски ревизор Ерлер је 1774. године констатовао да место "Сакул" припада Букошничком округу, Карансебешког дистрикта. Село има поштанску станицу, а становништво је било претежно влашко.

## Становништво
Према подацима из 2002. године у насељу је живело 1681 становника.

### Попис2002.
| Расподела становништва по националности 2002.‍ | Расподела становништва по националности 2002.‍ | Расподела становништва по националности 2002.‍ | Расподела становништва по националности 2002.‍ | Расподела становништва по националности 2002.‍ |
| --------------------------------------------- | --------------------------------------------- | --------------------------------------------- | --------------------------------------------- | --------------------------------------------- |
|                                               |                                               |                                               |                                               |                                               |
| Румуни                                        | Румуни                                        |                                               | 1.432                                         | 85,2%                                         |
| Мађари                                        | Мађари                                        |                                               | 14                                            | 0,8%                                          |
| Украјинци                                     | Украјинци                                     |                                               | 215                                           | 12,8%                                         |
| Немци                                         | Немци                                         |                                               | 20                                            | 1,2%                                          |

### Хронологија
| Година       | 1992 | 1993 | 1994 | 1995 | 1996 | 1997 | 1998 | 1999 | 2000 | 2001 | 2002 | 2003 | 2004 | 2005 | 2006 | 2007 | 2008 | 2009 | 2010 | 2011 | 2012 | 2013 | 2014 | 2015 | 2016 | 2017 |
| ------------ | ---- | ---- | ---- | ---- | ---- | ---- | ---- | ---- | ---- | ---- | ---- | ---- | ---- | ---- | ---- | ---- | ---- | ---- | ---- | ---- | ---- | ---- | ---- | ---- | ---- | ---- |
| Становништво | 1629 | 1599 | 1594 | 1555 | 1553 | 1537 | 1523 | 1549 | 1550 | 1535 | 1539 | 1550 | 1535 | 1547 | 1580 | 1601 | 1601 | 1591 | 1617 | 1597 | 1594 | 1605 | 1606 | 1587 | 1594 | 1561 |